# Edmílson (football, 1982)
Pour les articles homonymes, voir Edmilson (homonymie).
Edmílson dos Santos Silva, dit Edmílson (né le 15 septembre 1982 à Salvador, Bahia) est un footballeur brésilien. Il est attaquant.

## Carrière
- 2001-2004 :  Palmeiras
- 2004-2008 :  Albirex Niigata
- 2008-2011 :  Urawa Red Diamonds
- 2011-janv.2012 :  Al-Gharafa SC[1],[2],[3]
- avr 2013-.. :   Vasco de Gama

## Palmarès
- Champion du Brésil de Série B (D2) en 2003 avec Palmeiras